# Rusta
Rusta is een Zweeds retailbedrijf met in totaal 178 discountwarenhuizen in Duitsland, Finland, Noorwegen en Zweden. Anno 2024 bevindt het hoofdkantoor zich in Upplands Väsby, ten noorden van Stockholm.

## Geschiedenis
Het bedrijf Rusta AB werd opgericht in 1986 door Anders Forsgren en Bengt-Olov Forssell in Gävle, Zweden, waar de eerste vestiging werd geopend. In de daaropvolgende vier jaar volgden nog meer vestigingen voordat in 1990 de eerste vestiging in de Zweedse hoofdstad in Stockholm werd geopend. Met deze vestiging exploiteerde het bedrijf in totaal 10 locaties en had circa 70 medewerkers in dienst.
Het eerste distributiekantoor werd in 1998 in China geopend en het jaar daarop werden voor het eerst televisiereclame geproduceerd. Slechts een jaar later waren er 25 vestigingen operationeel. In 2001 werd het eerste grootschalige magazijn geopend in Landsbro en in 2004 volgde er nog een in Nässjö. Tussen 2006 en 2013 werden kantoren geopend in Peking, Shanghai en Bangkok, maar ook in India.
Met de eerste opening in Noorwegen in oktober 2014 breidde Rusta zich uit naar het buitenland..In hetzelfde jaar waren er 75 vestigingen en twee jaar later al 100 vestigingen.

### Finland
In Duitsland exploiteert Rusta tien locaties, die worden geëxploiteerd door de dochteronderneming Rusta Retail GmbH.

### Duitsland

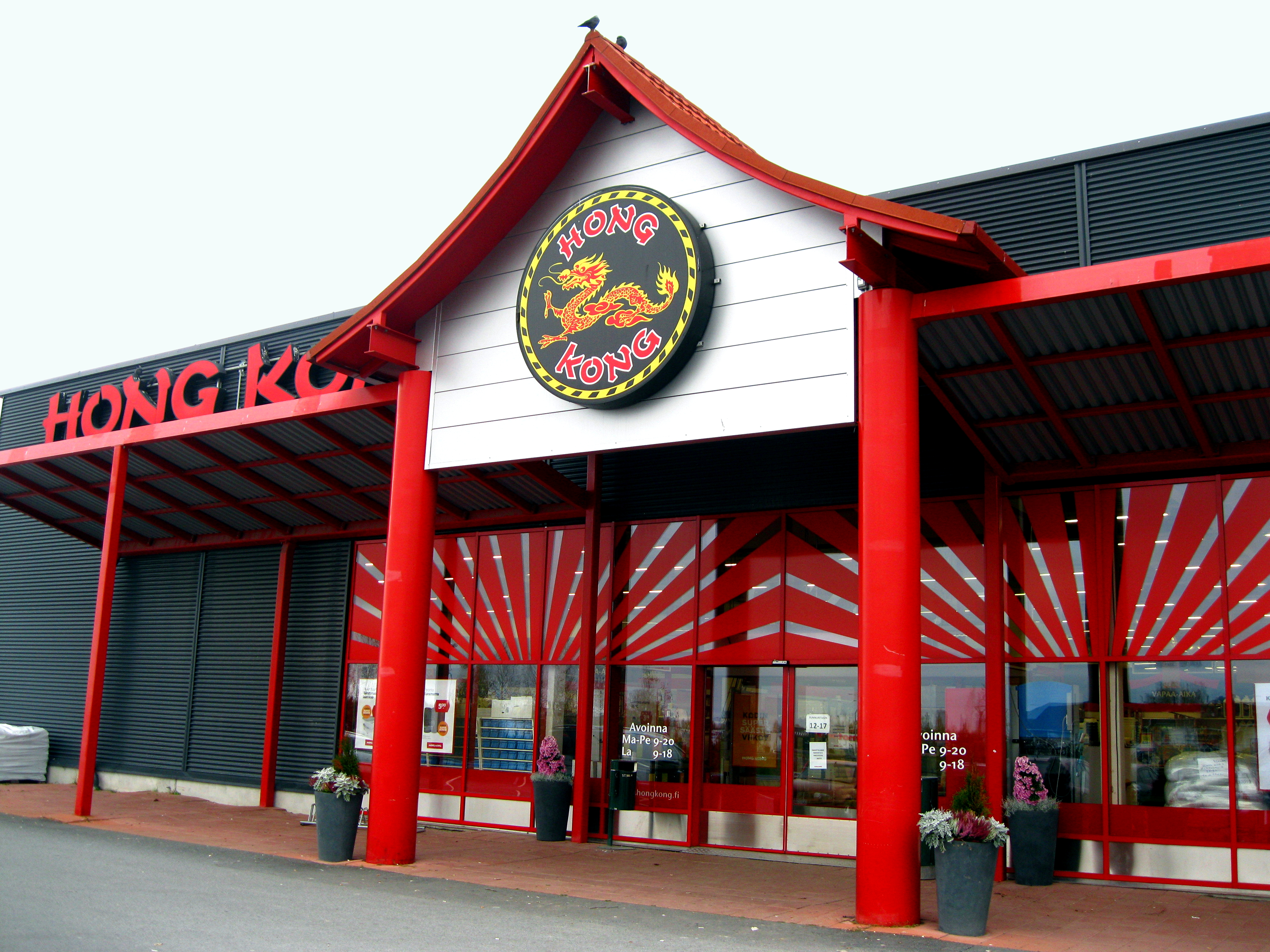
Voormalig filiaal in Hong Kong in Seinäjoki, 2014

In Finland werd de onderneming Hong Kong Group Oy overgenomen, die in 1989 werd opgericht. In 2016 had deze  ongeveer 600 mensen in dienst en had zijn hoofdkantoor in Vantaa.
Op kerstavond 2010 werd de vestiging in Vantaa bijna volledig verwoest door brand. Begin 2017 kwam het bedrijf in betalingsproblemen en vroeg het een schuldsanering aan. In mei 2018 kondigde Rusta aan dat het alle 24 winkels in Hong Kong zou kopen.  De naam van het bedrijf veranderde in mei 2020 in Rusta Finland Group Oy. Tegelijkertijd werd een planning voor de ombouw van alle vestigingen gegeven, die tegen juni 2020 de vlag van Rusta kregen, waarbij de locaties in Lappeenranta en Kokkola de eerste vestigingen waren die de vlag van Rusta kregen. 

## Kritiek
Rusta was een van de vele Zweedse bedrijven die bekritiseerd werden in een rapport uit 2012 van de organisatie Swedwatch. De kritiek betrof de slechte arbeidsomstandigheden in fabrieken in China die goederen voor de bedrijven produceren. De drie andere bedrijven waren Jula, Biltema en Clas Ohlson. Swedwatch ontdekte echter dat zowel Clas Ohlson als Rusta in 2012 meer verantwoordelijkheid namen voor de arbeidsomstandigheden in China dan het geval was in een overeenkomstig onderzoek uit 2005. 
In het voorjaar van 2014 werd Rusta gemeld bij de Ombudsman Discriminatie wegens homofobe intimidatie van een nieuwe medewerker. Het bedrijf gaf de feiten toe en betaalde na een schikking een schadevergoeding aan het slachtoffer. 